# Pierre Garbay
Pierre Garbay, né le 4 octobre 1903 à Gray et mort le 17 juillet 1980 à Montluçon, est un officier puis général français de la France libre, compagnon de la Libération, ensuite général d'armée et gouverneur militaire de Paris.

## Biographie

### Les débuts
D’origine modeste, après ses études secondaires, Pierre-François-Marie-Joseph Garbay est admis à Saint-Cyr en 1921 et en sort sous-lieutenant en 1924 ; il choisit l'infanterie coloniale. S’ensuit alors une brillante carrière militaire qui le mène du Maroc (1925-1927) en Chine au sein du Détachement français de Changaï.

### Seconde Guerre mondiale
Refusant l’armistice, le capitaine Garbay, commandant du 3e bataillon de marche de l'Afrique Équatoriale Française joue en août 1940 un rôle actif dans le ralliement du Tchad à la France libre.
Engagé dans les Forces françaises libres, il n’a de cesse de combattre l’envahisseur au gré de ses différentes affectations. Il suit Leclerc jusqu'en 1944. Il participe ainsi aux opérations en Afrique et en Italie. Il participera aussi au débarquement de Provence.
Il est nommé général de brigade en 1944 ; en avril 1945, sur ordre du général de Gaulle, il succède au général Brosset (tué dans un accident de circulation routière) et emmène la 1re division française libre (officiellement 1re division de marche d'infanterie)") dans les Alpes-Maritimes, où elle enlève après trois jours de combats acharnés le massif fortifié de l’Authion, clef de tout le système défensif ennemi dans les Alpes du Sud.

### La décolonisation
La guerre terminée, sa carrière militaire se poursuit à Madagascar, où il est nommé au commandement supérieur des troupes en juin 1947 et participe à la fin de la répression d'un soulèvement indépendantiste, répression dont le nombre de victimes, directes et indirectes, s'élèverait à près de 89 000 personnes. Cette campagne lui vaudra d’être surnommé « Le pacificateur de Madagascar ».
En 1949, il est nommé commandant interarmes des troupes françaises de l'océan Indien. Puis il est en poste en Indochine, à Dakar, en Tunisie.
Il assume le commandement supérieur des troupes de Tunisie tandis que le colonel Schmuckel commande les troupes à Tunis. Ils commandent des parachutistes et une partie de la Légion composée essentiellement d'Allemands dont beaucoup de vétérans de l'Afrika Korps. Le général Garbay répond au terrorisme par le ratissage du cap Bon (janvier-février 1952) de façon très violente (200 morts),.
En 1954, il est nommé commandant des forces armées de la zone de défense d'Afrique Occidentale Française-Togo. C'est à Dakar qu'il reçoit ses étoiles de général de corps d'armée.

### Hautes fonctions militaires
En décembre 1956, le général Garbay est nommé conseiller militaire du ministre de la France d'outre-mer et adjoint outre-mer du chef d'état-major général des forces armées,. Il est à noter qu'en juillet 1958, il était le plus probable futur adjoint militaire du général Raoul Salan avec possibilité de lui succéder au poste de commandant en chef en Algérie mais il n'a finalement pas été nommé à ce poste. En 1958, il est promu au grade de général d'armée et nommé gouverneur militaire de Paris. En 1959, il devient inspecteur des troupes d'outre-mer et l'année suivante membre titulaire du Conseil supérieur de la guerre.
Début mars 1961, il demande à être admis à la retraite et, le 1er avril 1961, il est rayé des contrôles de l’armée active et placé en 2e section. La nouvelle de sa probable démission entraîne de nombreuses spéculations et interprétations abusives, obligeant le général de Gaulle à publier la lettre suivante : « C'est avec beaucoup de regret que j'accepte de vous voir quitter l'activité pour d'impératives raisons de santé. » Nonobstant cela, quelques jours plus tard, le journal Aspects de la France publie une lettre affirmant que le général Garbay aurait déclaré qu'il était « malade de colère et de rage » sur « la décision d'abandonner l'Algérie ». Le général Garbay a dénoncé cette lettre comme étant un faux et porté l'affaire devant la justice.
Décédé le 17 juillet 1980 à Montluçon, dans l'Allier, il est inhumé à Velesmes-Échevanne en Haute-Saône, à côté de Gray, dans le cimetière où était enterrée sa sœur.

## Décorations

### Décorations françaises, des colonies françaises ou interalliées
- Grand-croix de la Légion d'honneur
- Compagnon de la Libération par décret du 25 juin 1941[6]
- Croix de guerre 1939-1945 (7 citations)
- Croix de guerre des Théâtres d'opérations extérieurs (2 citations)
- Croix du combattant
- Croix du combattant volontaire 1939-1945
- Médaille de la Résistance française avec rosette par décret du 11 mars 1947[7]
- Médaille coloniale avec agrafes « Maroc 1925 », « AFL », « Érythrée », « Libye », « Tunisie »
- Médaille commémorative des services volontaires dans la France libre

### Décorations étrangères
- Distinguished Service Cross (États-Unis)
- Distinguished Service Order  (Royaume-Uni)
- Commandeur de l'Ordre de l'Empire britannique (Royaume-Uni)